# Quim Malgosa
Joaquim Malgosa Morera (nacido el 1 de noviembre de 1963 en Tarrasa, Cataluña), más conocido como Quim Malgosa, es un exjugador de hockey sobre hierba español. Su logro más importante fue una medalla de plata en los juegos olímpicos de Atlanta 1996 y otra mundial con la selección de España. Es hermano del también exjugador profesional de hockey hierba Santiago Malgosa. 

## Participaciones en Juegos Olímpicos
- Seúl 1988, noveno puesto.
- Barcelona 1992, puesto 5.
- Atlanta 1996, medalla de plata.
- Sídney 2000, noveno puesto.